# Condado de Hidalgo (Nuevo México)
El condado de Hidalgo es un condado del estado de Nuevo México, Estados Unidos. Tiene una población estimada, a mediados de 2022, de 4003 habitantes.
La ciudad de Lordsburg es la sede del condado.
Fue creado el 25 de febrero de 1919 con el extremo sur del condado de Grant. El nombre del condado deriva de la población mexicana del norte de la Ciudad de México donde fue firmado el Tratado de Guadalupe Hidalgo, que a su vez fue nombrada en honor a Miguel Hidalgo y Costilla, el sacerdote conocido como "Padre de la Independencia de México".

## Condados adyacentes
- Condado de Grant - norte
- Condado de Luna - este
- Condado de Cochise, Arizona - oeste
- Condado de Greenlee, Arizona - oeste
- Municipio de Agua Prieta, Sonora, México - sur
- Municipio de Ascensión, Chihuahua, México - sureste
- Municipio de Janos, Chihuahua, México - sur